# Otaku

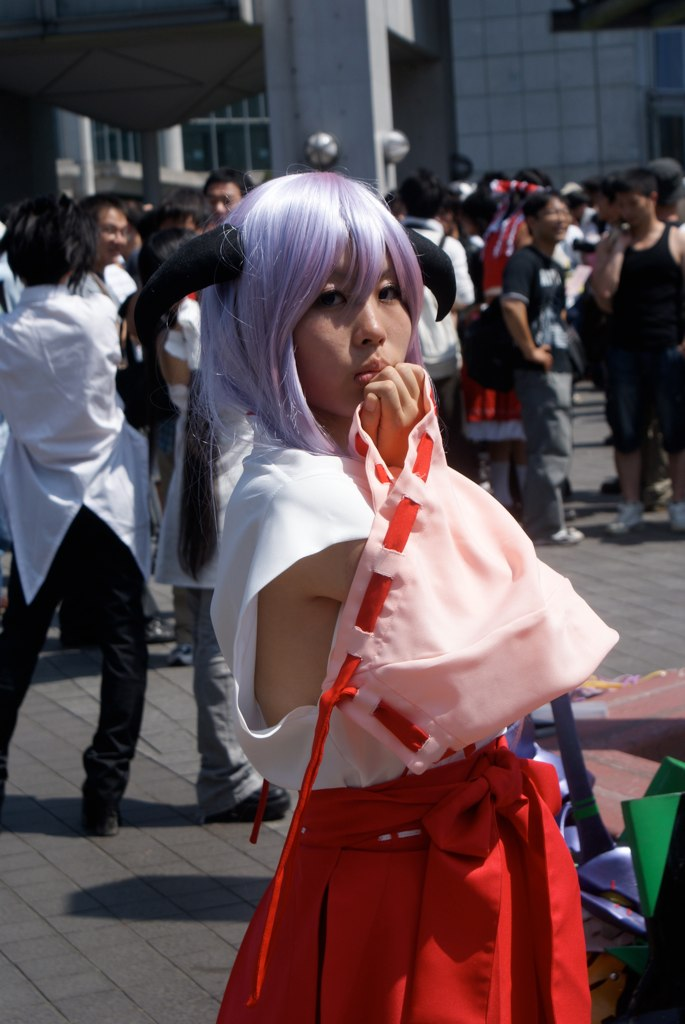
Mujer otaku en cosplay

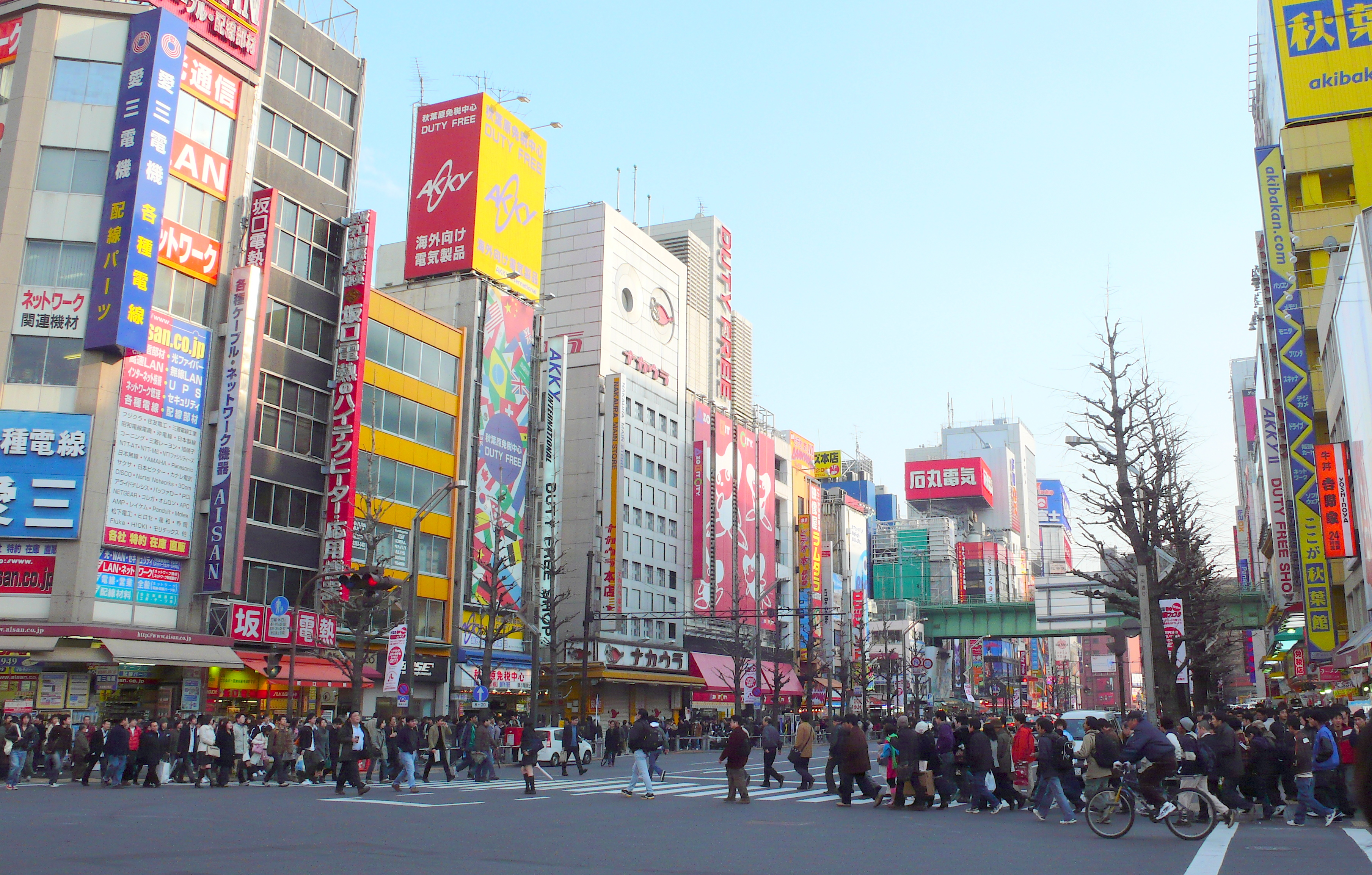
La zona de Akihabara en Tokio es un popular sitio de concurrencia para otakus

El término otaku (おたく, オタク, ヲタク?) se emplea popularmente en Japón y en otros países y se ha convertido en sinónimo de persona con aficiones apasionadas al anime / manga.
En el léxico occidental, el otaku es un tipo de friki, incluso siendo equivalentes. El uso contemporáneo de este término se originó en un ensayo del periodista japonés Akio Nakamori en su columna Otaku research en 1983 para la revista Manga Burikko. Su negatividad deriva de la visión estereotipada de los otakus y de los reportes de los medios de comunicación sobre Tsutomu Miyazaki en 1989, conocido como «el Asesino Otaku».  El fandom del anime y el manga se remonta a la década de 1970. El desarrollo de la subcultura se ve desde la década de 1980 con la mentalidad social cambiante y el fomento de rasgos otakus en las escuelas japonesas, no obstante, la subcultura otaku surgió gracias al  diversificado en el mercado de historietas en Japón y en el extranjero, así, el estilo de vida de los otakus surge por la adquisición de nuevos patrones e ideologías de la cultura oriental. Los otakus poseen comportamientos, creencias y hábitos que los distinguen de la cultura de la que forman parte, en un inicio esta subcultura se fue difundiendo mediante reuniones, luego convenciones y con el paso del tiempo esta subcultura se ha ido fortaleciendo y ha llegado al punto de internacionalizarse.
Los diversos intereses de la subcultura otaku han dado lugar a numerosas clasificaciones sobre los otakus. En el año 2005, el Instituto de Investigación Nomura clasificó a los otakus en doce grupos y estimó el tamaño y la repercusión en el mercado de cada uno. Estas publicaciones no se refieren exclusivamente al anime y manga, clasificando en distintos grupos otakus de fotografía, automóviles, idol, videojuegos y electrónica. En abril de 2005, el Instituto de Investigación Hamagin calculó que el mercado de contenido relacionado con moe valía 88 800 millones de yenes (807 millones de dólares) en 2003.
Como la encuesta de Hamagin se basó en solo tres tipos de contenido: cómics, DVD/videos y videojuegos, un analista económico estima que si se incluyen los productos y servicios relacionados con lo moe, como bienes de personajes, figuritas, cromos y maid cafés, entonces el mercado está en la escala de al menos 2 billones de yenes (18 mil millones de dólares). Entonces, no sorprende que la industria de valores preste mucha atención cada vez que se presenta un nuevo personaje con potencial moe.
En Japón, el potencial de la cultura del anime y manga para generar beneficios económicos y políticos es ampliamente discutido por varios ministerios y departamentos gubernamentales los cuales en consecuencia fueron influenciados. De este modo, el METI (Ministerio de Economía, Comercio e Industria) estableció la estrategia cool japan y creó la oficina cool japan el 8 de junio de 2010 y comenzó una seria inversión y financiamiento por parte del gobierno japonés a los medios creativos japoneses cuyo fin es de impulsar las relaciones comerciales internacionales.
En su libro denominado Otaku, Hiroki Azuma observó que entre 2001 y 2007, las formas y mercados de orientación otaku ganaron rápidamente el reconocimiento social en Japón, citando el hecho de que en 2003, Hayao Miyazaki ganó el Premio de la Academia por su obra El viaje de Chihiro; casi al mismo tiempo que Takashi Murakami logró el reconocimiento por diseños tipo otaku; en 2004, el pabellón japonés en la exposición de Arquitectura Internacional 2004 de la Bienal de Venecia(Bienal de Arquitectura) presentó otaku. En 2005, la palabra «moe» una de las palabras clave del presente volumen, fue elegida como una de las diez palabras de moda del año.
En 2013, un estudio japonés de 137 734 personas encontró que el 42,2% se autoidentifica como un tipo de otaku. Este estudio sugiere que el estigma de la palabra se ha desvanecido y el término ha sido adoptado por muchos.
El ex vice primer ministro de Japón, Taro Aso, también ha afirmado ser un otaku, utilizando esta subcultura para promover a Japón en los asuntos exteriores. Como ministro de Relaciones Exteriores en 2007, Aso fundó el «Premio Internacional de Manga».

## Etimología
Otaku proviene de un término japonés para la casa de otra persona o familia (お宅, otaku). A menudo esta palabra es usada metafóricamente como un pronombre de segunda persona honorífico. En esta acepción, su traducción literal es «usted». Por ejemplo, en el anime Macross, Lynn Minmay utiliza el término en este sentido.
La manera coloquial moderna, que se distingue de la anteriormente mencionada por escribirse solamente en hiragana (おたく) o katakana (オタク, o menos frecuentemente ヲタク), o raramente en rōmaji, apareció por primera vez en un discurso público de la década de 1980, en la obra del humorista y ensayista  Akio Nakamori. En su serie Una Investigación de «Otaku» (『おたく』の研究 «Otaku» no Kenkyū?), impreso en la revista lolicon Manga Burikko, utilizó el término para los fanáticos desagradables de las caricaturas. Animadores como Haruhiko Mikimoto y Shōji Kawamori habían utilizado el término entre ellos como un pronombre de segunda persona honorífica desde finales de 1970. Supuestamente un grupo de fanáticos siguió utilizando el término más allá de sus relaciones en donde otros se pasaron a un estilo menos formal de dirigirse al otro. Debido a que este mal uso de la palabra otaku indicó una torpeza social, Nakamori eligió la palabra misma para etiquetar a los fanes. Morikawa Kaichirō identificó esto como el origen del uso contemporáneo del término, pero señaló que Fan Rōdo (Fan road) contenía los mismos atributos otaku bajo «clubes de cultura», que fue publicado en 1981.
Otra reivindicación sobre el origen del término, proviene de las obras de ciencia ficción de la autora Motoko Arai. Peter Carey en su libro Wrong about Japan entrevistó a la novelista, artista y cronista Gundam Yuka Minakawa, en la que revela que Arai utilizó la palabra en sus novelas como un pronombre de segunda persona, y los lectores habían adoptado el término por ellos mismos.
En 1989, el caso de Tsutomu Miyazaki, «El Asesino Otaku», llevó al fandom muy negativamente a la atención nacional. Posteriormente en 1989, Tomohiro Machiyama escribió un libro titulado Otaku no Hon (おたくの本 lit. El libro de otaku?), que se adentró en la subcultura del otaku, y también el académico Rudyard Pesimo reivindicó haber popularizado el término.

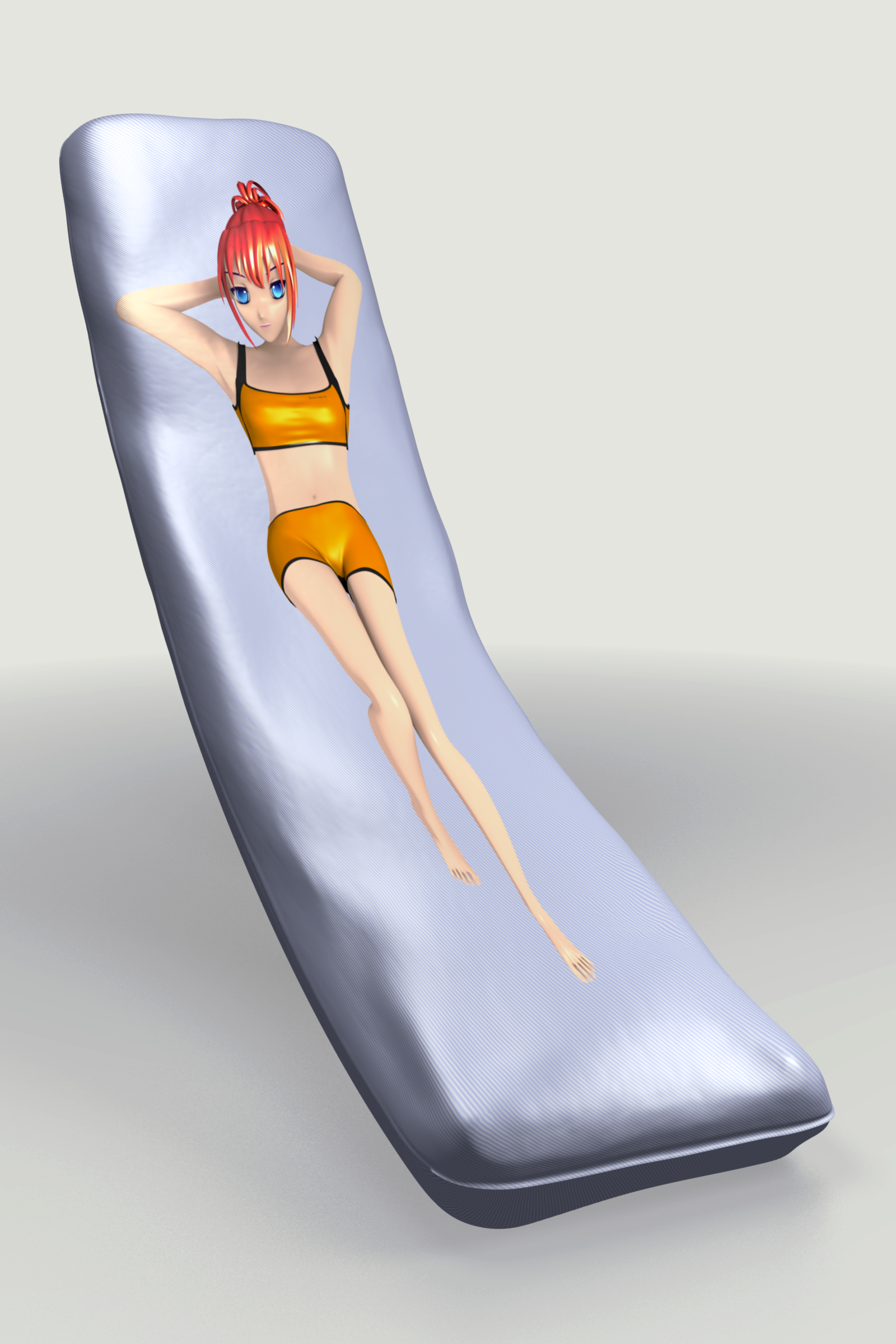
Algunos casos han llegado a niveles extremos de fanatismo que un hombre se enamora de un dakimakura.

En Japón, el término otaku puede ser usado como un término para una persona con un interés obsesivo sobre cualquier tema en particular, afición o cualquier forma de entretenimiento. El término otaku puede ser aplicado tanto a hombres como a mujeres. Por ejemplo el término Reki-jo se aplica a mujeres otaku que están interesadas en la historia japonesa.

## Educación

### Idioma
El anime y el manga han estimulado a muchos jóvenes a aprender el idioma japonés.En década de 1970, se fundó la escuela de idioma japonés Saskatoon de Naoka Takaya con un alumnado formado principalmente por japoneses-canadienses interesados en pulir sus habilidades lingüísticas para su regreso a Japón.
Yuki Sasaki, que trabaja para el programa de idioma japonés en la Universidad de Georgia, señaló que cuando comenzó en el programa por primera vez en 1994, la mayoría de los estudiantes estaban interesados en el japonés para especializaciones internas en negocios;sin embargo, en 2004, los estudiantes están más interesados en «traducir letras de canciones pop japonesas y hablar con entusiasmo sobre el personaje de anime japonés Sakura Kinomoto de Cardcaptor Sakura».
A pesar de que algunos fansubbers declararon (debido a la ilegalidad de fansubbing) que detendrían la distribución una vez que se autorice una serie, se producen muchas versiones de anime subtituladas debido al rígido proceso de localizaciónen las traducciones oficiales. Según una encuesta, solo el 9% de los fanáticos prefieren el doblaje a los subtítulos; algunos fanáticos creen que el proceso de localización degrada la calidad del anime y, por lo tanto, buscan en los fansubs la forma más pura de la cultura japonesa, sintiendo que algo se pierde en la traducción. Los términos japoneses están tan bien integrados en la cultura de los fanáticos del anime y el manga que, durante una convención de Fanime, una recién llegada expresó confusión en algunos de los anuncios porque no podía entender las palabras japonesas utilizadas. A medida que los fanáticos se vuelven más competentes en japonés; a menudo también se vuelven más críticos con la calidad de varias traducciones; algunos critican las diferentes traducciones de una sola serie por parte de diferentes grupos de fansub.
La mayoría de los fanáticos incondicionales están motivados por el deseo de no perderse los chistes y los juegos de palabras presentes en el anime y el manga japoneses. Algunos fanes incluso deciden traducir profesionalmente.De hecho, los hablantes de inglés con fluidez que saben suficiente japonés a menudo son preferidos para traducir a los hablantes de japonés con fluidez que saben suficiente inglés, ya que la sintaxis del último grupo tiende a ser rígida. El editor Del Rey Manga encuentra gran parte de su talento a través de las convenciones.
- Idioma japonés en Australia:

La investigación sobre el idioma japonés en Northwood y Thomson 2012, The Japan Foundation 2011 y 2013 nos dice que muchas personas están motivadas para aprender el idioma japonés debido al interés en la cultura popular japonesa.Se ignora a las personas que no están estudiando japonés formalmente pero que se identifican como parte de la cultura popular japonesa.Sin embargo, el informe delEast Asian Journal of Popular Culture por Sumiko lida y William S. Armor sugieren lo contrario.Los resultados de su estudio de 2016 muestran que el interés y la motivación de las personas para consumir productos de la cultura popular japonesa no los lleva a obtener una educación formal en japonés.Su objetivo era descubrir la correlación de los fanáticos australianos del anime y el manga con los productos de la cultura popular japonesa.Los resultados fueron que el 47,7 (n=118) por ciento de las personas que tenían algún tipo de educación japonesa indicaron que obtuvieron la motivación para aprender a través del anime y el manga.Pero el 66,3 (132 de 199) por ciento de las personas que dijeron que no tenían educación previa en japonés también mostraron motivación para aprender japonés en el futuro.Si bien todavía hay optimismo acerca de que los fanáticos de la cultura popular japonesa aumentarían la cantidad de personas que desean aprender el idioma japonés, los datos reales parecen contradecirse.
- Manga y anime en Secundaria:

Enseñar texto de anime en un salón de clases de inglés es algo que se debe experimentar para ver cómo da forma a la relación entre maestros y estudiantes. Los textos de manga y anime son nuevos en la educación occidental. El estado australiano de Nueva Gales del Sur implementó textos de manga y anime en su clase de inglés de secundaria y los resultados fueron diferentes según el interés de los estudiantes por el manga y el anime. Los estudiantes que estaban interesados en el manga y el anime y se llamaban a sí mismos «grandes fanáticos» mostraron un nivel muy alto de entusiasmo en clase. Los estudiantes mostraron un nivel significativo y emotivo de compromiso en clase. Los estudiantes pudieron compartir sus pensamientos en textos de manga y anime en sus Aula de inglés. La diferencia surgió cuando un estudiante no estaba interesado en textos de manga y anime. Frank en el experimento argumentó que no captó a la mayoría de los estudiantes para interesarse en textos de manga y anime. Habiendo pocos estudiantes interesados en manga y anime. de 30 estudiantes que es el tamaño promedio de las clases no es mayoritario. Estos resultados muestran que implementar textos de manga y anime sería diferente dependiendo del estudiante.

## Tecnología e Internet
Los desarrollos en Internet han tenido efectos profundos en la comunidad de fanáticos del anime y la forma en que se consume el anime. Además, el interés de los fanáticos por el anime ha inspirado muchos desarrollos tecnológicos. Aproximadamente el 68% de los fanáticos obtienen anime a través de la descarga de Internet o través de sus amigos, una proporción mucho mayor que en cualquier otro medio. Como resultado, los fanes del anime han realizado algunos de los avances más sofisticados en el software peer-to-peer para que la búsqueda y la descarga de anime en línea sean más rápidas. Otros fanáticos han creado sitios web que usan un servidor personalizado para buscar espejos de video y nuevos episodios en Internet, similar a los motores de búsqueda sobre cómo rastrean cada sitio web y guardan la información recogida en la base de datos, el motor de búsqueda mantiene todos los episodios actualizados. VirtualDub, una herramienta informática de captura y procesamiento de video, se creó por primera vez para su uso en una adaptación cinematográfica anime de Sailor Moon. El deseo de simular todas las formas de medios en las que se presenta el anime y el manga ha llevado a PyTom a crear Ren'Py, un motor de software de código abierto que permite la creación de novelas visuales sin necesidad de conocimientos de programación. Los fanáticos del anime también han desarrollado herramientas de mejora de imagen, algunas utilizando inteligencia artificial. Ejemplos de tales herramientas son waifu2x, Bigjpg y Anime4K. El Combined Community Codec Pack(CCCP, un juego de las iniciales de la antiguaUnión Soviética) se creó originalmente para la reproducción de fansubs de anime. Se han formado varias comunidades en línea donde los fanáticos pueden reunirse para compartir e interactuar.Los sitios que ofrecen servicios para compartir archivos son populares e influyentes, donde las personas pueden acceder fácilmente al anime y al manga, el fandom también ha resultado en la creación de comunidades de fanáticos del anime y el manga en sitios donde las personas pueden compartir fan art, una de las formas más comunes para que los fanáticos expresen su amor por el anime.
Estas comunidades tienden a hacer algo más que compartir archivos, como la mayoría de los foros en Internet, discuten temas que les interesan y sobre los que quieren saber más. Estos foros de anime se están convirtiendo en lugares para que las personas discutan la trama, los personajes, los estilos de anime y manga. Desde la década de 2010, muchos fanáticos del anime han comenzado a usar plataformas de redes sociales comoYouTube, Facebook, Reddit y Twitter (que ha agregado una categoría completa de temas de «anime y manga») para discutir y seguir las últimas novedades de sus series de anime y manga favoritas.
En el mundo del anime, la cámara kinect es utilizada sobre todo en robots de series anime o en personajes para videojuegos con estilo cel shading, por esto, se han creado programas de acceso libre como MikuMikuDance (que permiten al usuario animar a los personajes y crear películas en 3D a través del movimiento capturado) donde los fanes que usan la aplicación desarrollaron mejoras creando modelos tridimencionales con variados software de modelado.

## Atractivo del anime y manga
Uno de los principales atractivos del anime es su obra de arte; algunos fanáticos afirman que su calidad visual es superior a la que se encuentra en la mayoría de las series animadas hechas en los Estados Unidos. Un fan describió que disfrutaba del anime porque «no hay una línea divisoria entre los efectos especiales y lo que es real... es simplemente como alguien lo imaginó». La editora de contenido de Anime Fringe, Holly Kolodziejczak, describió su asombro por la profundidad del anime que era diferente a las caricaturas que había visto antes: «los personajes tenían personalidades reales, sus propios sentimientos y motivaciones para sus acciones, fortalezas y defectos que realzaban sus personajes. Eran más como personas reales y, por lo tanto, la gente podía identificarse mucho más fácilmente con ellos».
Susan J. Napier, profesora de lengua y literatura japonesa, afirmó que los fanáticos del anime «encuentran refugio en una cultura que se aparta del estilo de vida típico estadounidense». Señaló que la fascinación por la cultura japonesa no es un concepto nuevo y existe desde mediados del siglo XIX. Por ejemplo, una pintura de 1876 de Claude Monettitulada «La Japonaise» muestra a su esposa vistiendo un kimono, con abanicos japoneses en el fondo. Napier describió este interés en Japón como un «escape de la Revolución Industrial... una utopía pastoral» para muchos europeos.

## Club de anime
Un club de anime es una organización que se reúne para discutir, mostrar y promover el anime en un entorno comunitario local y también puede enfocarse en ampliar la comprensión cultural japonesa. Los clubes de anime se encuentran cada vez más en universidades y escuelas secundarias. Los organizadores también pueden utilizar espacios de reunión públicos, como una biblioteca, o un centro gubernamental. Muchos asistentes al club de anime se identifican como otaku. Aunque el núcleo de los asistentes al club de anime tiene veinte años, generalmente no hay requisitos de edad. También asisten adultos de cincuenta, sesenta años y adolescentes.

### Actividades
Las reuniones del club de anime pueden ocurrir semanal o mensualmente. Además de ver anime, los clubes participan en otras actividades como ver videos musicales de anime, leer manga, karaoke y hacer cosplay. Muchos clubes organizan foros en línea para fomentar aún más la interacción de la comunidad y cuentan con una biblioteca para prestar libros y manga a los miembros. Los participantes de un club de anime a menudo también participan en el voluntariado y la organización de convenciones locales de anime. Líderes asociativos proponen que los hobbies de los otakus son sanos, las principales alegaciones son el bajo consumo de alcohol y de tabaco por parte de los integrantes de este colectivo. Autores señalan que el consumo es, por un lado, una necesidad y un articulador de la identidad de los otakus, así, ser otaku es ser un consumidor con lo cual se refiere a que la forma de consumo tiene estricta relación con la integración al grupo de amistades en los otakus. Perillán menciona que el otaku debe saber sobre lo que le gusta, cuestión que establece una distinción entre los 'verdaderos otakus' y los que siguen una serie por pura moda, este saber es un mecanismo de establecimiento de jerarquías entre otakus.
Dependiendo del alcance del club, las actividades también pueden tener una gama más amplia, para incluir juegos de mesa como shogi, go y mahjong. Las actividades al aire libre incluyen degustación de sake y visitas a eventos culturales como el Festival Nacional de los Cerezos en Flor o una demostración de kendo.

## Subcultura otaku japonesa

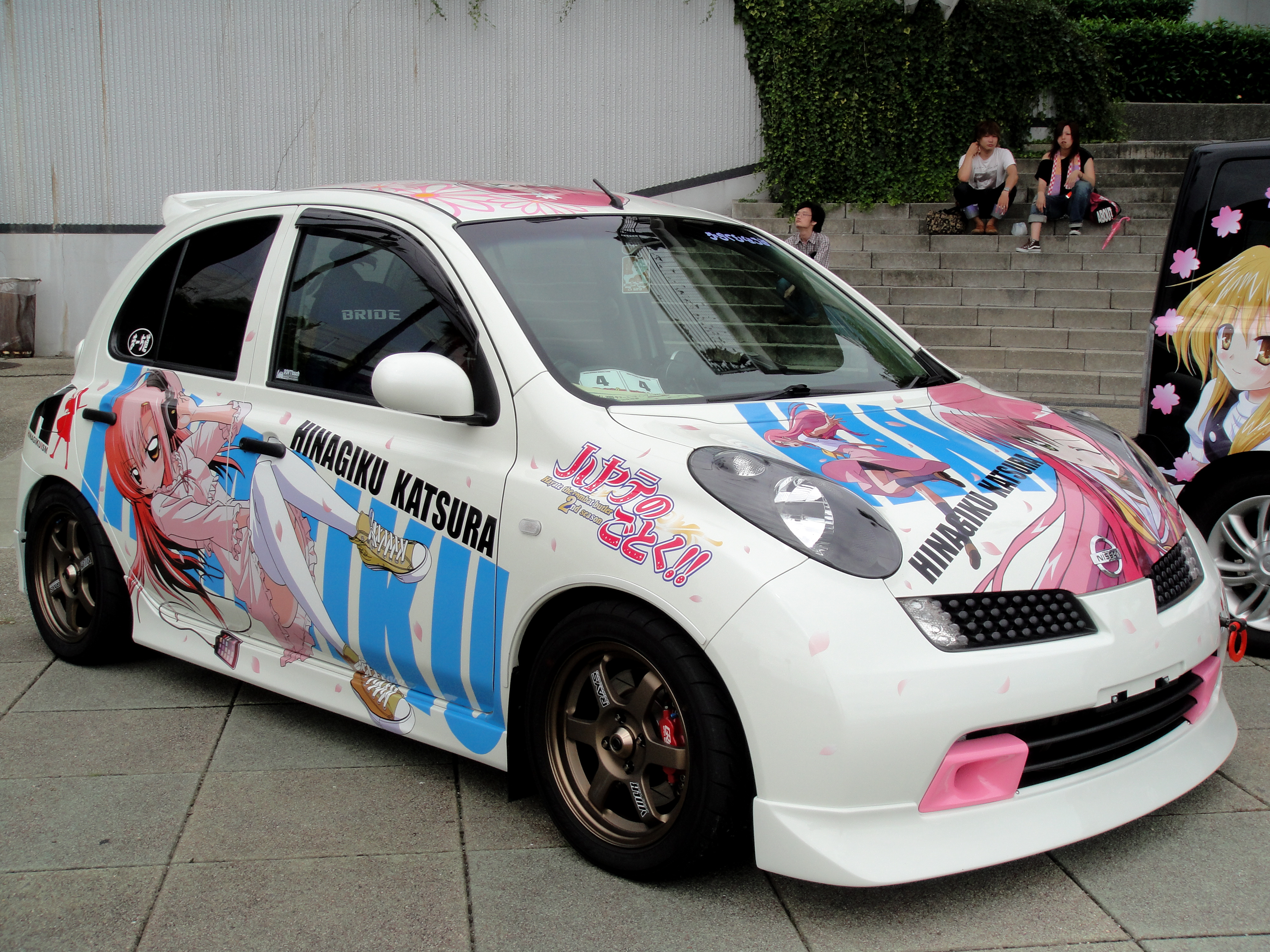
Un Nissan March con Hinagiku Katsura de la serie de manga Hayate the Combat Butler.

Morikawa Kaichirō asocia la subcultura otaku como claramente japonesa, un producto del sistema escolar y la sociedad. Las escuelas japonesas tienen una estructura de clases que funciona como un sistema de castas, con los clubes como una excepción a la jerarquía social. En esos clubes, los intereses de un estudiante serán reconocidos y alimentados, atendiendo a los intereses del otaku. Además, la estructura vertical de la sociedad japonesa identifica los valores de un individuo de acuerdo a su éxito.
Hasta fines de la década de 1980 la mentalidad de los hombres poco atléticos y no atractivos consistió en trabajar para académicos con la perspectiva de obtener un buen trabajo y casarse. Esto cambió para quienes no fueron capaces de ser exitosos socialmente, o que carecen de confianza en sí mismos o de habilidades interpersonales, con la conciencia de que no serían capaces de tener éxito en la sociedad. La renuncia a este destino dio lugar a la persecución de sus intereses, a menudo en la edad adulta y con su estilo de vida priorizando esos intereses fomentando la creación de la subcultura otaku.

### Lugares
El distrito de Akihabara en Tokio es un centro de atracción notable para los otaku, en donde se han establecido maid cafés en los que las camareras se visten con uniforme de sirvienta francesa y actúan como tales o personajes de anime. Akihabara también tiene decenas de tiendas especializadas en anime, manga, videojuegos retro, figurines, juegos de cartas y otros coleccionables. En Nagoya, los estudiantes de la Universidad de Nagoya iniciaron un proyecto con el fin de ayudar a promover atracciones turísticas desconocidas como la cultura otaku, para atraer más otakus de otras partes a la metrópoli. Muchos fanáticos del anime sueñan con visitar Japón algún día. Una gran cantidad de agencias de viajes conocidas de Japón han comenzado a ofrecer giras animadas. En 2003, se fundó la compañía Pop Japan Travel para ayudar a los clientes a experimentar la industria de contenido de Japón (incluidos el anime, los juegos, la comida y la moda) permitiéndoles visitar estudios y conocer artistas, entre otras actividades. Existen muchos museos diferentes dedicados a la industria en todo Japón, como el Museo de Animación Suginami en Tokio y el Museo Tezuka Osamu Manga en la Prefectura de Hyogo. Otros lugares populares incluyen lugares donde las personas pueden disfrutar de actividades relacionadas con el anime, como comprar productos relacionados o cantar canciones temáticas de anime. Además, los fanáticos disfrutan visitando lugares de la vida real que sirven como escenarios para algunos animes y lugares donde se filmaron películas de acción en vivo.

### Festividad
El día 15 de diciembre se ha denominado como «Día del otaku», creada al parecer por un grupo en redes sociales aunque sin carácter oficial.

### Subtipos

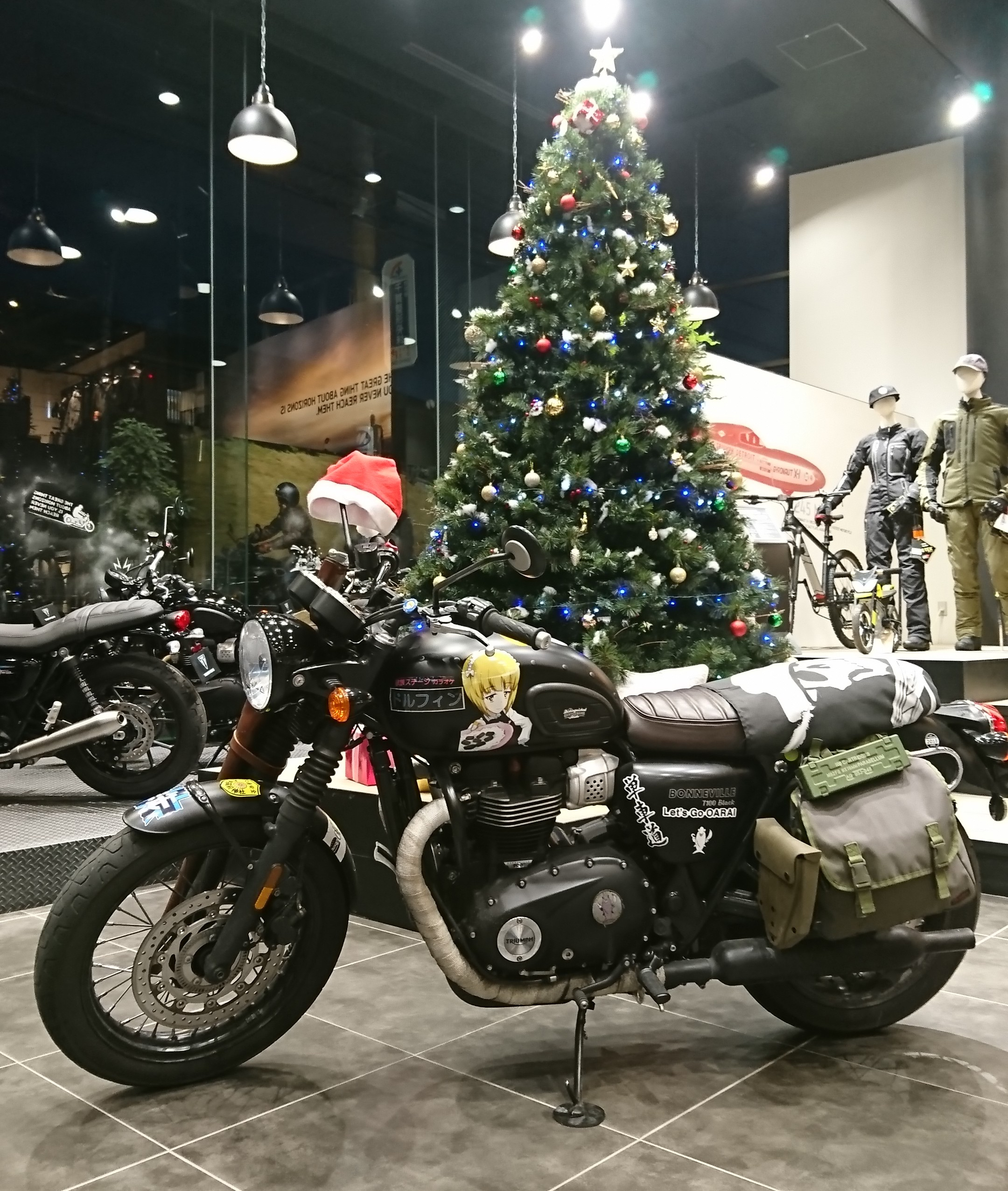
Una motocicleta inspirada en las ilustraciones del anime «Girls & Panzer»

Existen algunos términos específicos para diferentes tipos de otaku, como fujoshi (腐女子 lit. «chica podrida»?), un término japonés (auto)burlón peyorativo para las mujeres fanáticas del yaoi, obras que se centran en las relaciones homosexuales masculinas. Reki-jo son las mujeres otaku interesadas en la historia japonesa. Algunos términos se refieren a un lugar, como Akiba-kei, un término argot que significa «estilo Akihabara» que se aplica a las personas familiarizadas con la cultura de Akihabara. Otro término es Wotagei (ヲタ芸?) u Otagei (オタ芸?), un tipo de otaku parte de Akiba-kei que grita y baila en conciertos de música pop. Otros términos como Itasha (痛車 lit. «automóvil doloroso»?), que describe a los vehículos que son decorados con calcomanías de personajes ficticios, ya sea de videojuegos bishōjo o eroge, o de personajes de anime y manga.

## Clasificación de otakus japoneses
El Instituto de Investigación Nomura hizo dos estudios sobre el fenómeno otaku, el primero en 2004 y el otro más específico en 2005. En este último se definen veinte campos mayores de interés de los otaku. De esos grupos, el manga es el mayor grupo, con 350 000 individuos y una escala de mercado de 83 000 millones de yenes. Los otakus de idols fueron el siguiente grupo más grande, con 280 000 individuos y un mercado de 61 000 millones de yenes.